# دلوني يا ناس (فلم)
دلوني يا ناس فيلم مصري من إنتاج عام 1954، بطولة درية أحمد وشكري سرحان، تأليف وإخراج وإنتاج السيد زيادة.

## قصة الفيلم
ناهد ابنة لسيدة من الأثرياء معروفة بقسوتها، تقع ناهد في حب حسن وترفض أمها زواجهما، تفاجأ الأم بابنتها مع حسن في مكان عام، تسرع ناهد وتصطدم بسيارة فتفقد ذاكرتها وتهرب وتبحث عنها الأم، تقع ناهد في يد منوم مغناطيسي يحتال عليها ويستغلها كمغنية ووسيط في أعماله،، يحاول بشتى الطرق غير المشروعة إبقاءها معه وتضليل كل من يبحث عنها.

## بطولة
- درية أحمد
- شكري سرحان
- علوية جميل
- محمود المليجي
- عبد السلام النابلسي
- كيتي
- محمود شكوكو
- زينات صدقي
- عمر الجيزاوي
- حسين عيسى
- هند رستم
- توفيق الدقن
- شوشو عز الدين (راقصة)

## فريق العمل
- إخراج: السيد زيادة
- تأليف: السيد زيادة
- إنتاج: السيد زيادة
- توزيع: أفلام نهضة الشرق
- مونتاج: أحمد إسماعيل
- تصوير: برونو سالفي
- تم التصوير في ستوديوهات حدائق شبرا
- تم الطبع والتحميض في ستوديو ناصيبيان

## أغاني الفيلم
- كلمات: السيد زيادة، فتحي قورة
- ألحان: إبراهيم حسين، حسن أبو زيد، شكوكو، محمد فوزي
- توزيع: عطية شرارة

## وصلات خارجية
- مقالات تستعمل روابط فنية بلا صلة مع ويكي بيانات
- صفحة الفيلم في قاعدة بيانات الأفلام العربية